# Daniel Haaksman
Daniel Haaksman (né en 1968 à Rome, en Italie) est un producteur et disc jockey allemand de musique électronique.

## Biographie
Daniel Haaksman commence sa carrière de disc jockey à la fin des années 1980 à Francfort-sur-le-Main. Depuis 1997, il vit à Berlin.  Parallèlement à ses activités musicales, Daniel Haaksman travaille également dans la médiation artistique. En 1998, il devient co-commissaire de la première Biennale de Berlin, pour laquelle il organise le « Congress 3000 ». En 1999, il fonde à Berlin avec Jörg Koch et Oskar Melzer la galerie « FFWD » qui se fait connaître jusqu'en 2001 par de nombreuses expositions de design, de photographie et d'architecture,,.
Avec ses compilations Dub Infusions (Best Seven/Sonar Kollektiv), ainsi que la création de son premier label Essay Recordings (en collaboration avec Shantel), Daniel Haaksman se fait connaître pour la première fois du grand public en tant que DJ à la fin des années 1990 et au début des années 2000. Avec son frère Felix, il remixait à l'époque sous le nom de « Haaksman+Haaksman » des artistes tels que Ray Baretto, Gotan Project, Shantel, Boban Markovic Orkestar, Stereotyp, et bien d'autres. La marque de fabrique des remixes de « Haaksman+Haaksman » était l'adaptation électronique de divers styles de musique tropicale comme le reggaeton, la cumbia et la soca. En 2004, avec la publication de sa compilation Rio Baile Funk Favela Booty Beats (chez Essay Recordings), Daniel Haaksman présente le baile funk, le son des favelas de Rio de Janeiro, à un public international et donne un nouveau nom au genre avec le terme de baile funk.
En octobre 2013, Haaksman publie le livre The Passenger - Iggy Pop 1976-1983 en collaboration avec la photographe Esther Friedman et le designer Stefan Weil. 
En 2016, Haaksman sort l'album African Fabrics, qui contient de nombreuses collaborations avec des chanteurs africains comme Tony Amado, Dama do Bling, Spoek Mathambo ou Tshila. En 2019, Haaksman publie l'album With Love, From Berlin, qui réunissait des talents internationaux de la chanson et de la musique de Berlin, notamment Cibelle, Dengue Dengue Dengue, Coco Maria, Paul St. Hilaire, Kalaf Epalanga, Robert Owens et K.ZIA.
En 2023 sort, en collaboration avec la chanteuse chilienne Malagüera, l'album Sonido Lava, sur lequel résonnent entre autres des collaborations avec Felipe Cordeiro, Çantamarta et Los Bulldozer.

## Discographie

### Albums studio
- 2009 : Rio Baile Funk Breaks (mit DJ Sandrinho und DJ Beware) (Man Recordings)
- 2011 : Rambazamba (Man Recordings)
- 2012 : More Rambazamba (Man Recordings)
- 2016 : African Fabrics (Man Recordings)
- 2016 : African Fabrics Remixes(Man Recordings)
- 2019 : With Love From Berlin Remixes (Man Recordings)
- 2019 : With Love From Berlin (Man Recordings)
- 2023 : Sonido Lava (Man Recordings)

### Compilations
- 1999 : V.A. Dub Infusions 1989-1999 (Best Seven)
- 2001 : V.A. More Dub Infusions (Best Seven)
- 2004 : V.A. Rio Baile Funk Favela Booty Beats (Essay Recordings)
- 2006 : V.A. More Rio Baile Funk Favela Booty Beats (Essay Recordings)
- 2008 : V.A. Daniel Haaksman Presents Funk Mundial (Man Recordings)
- 2009 : V.A. Bossa Do Morro (Universal Germany)
- 2011 : V.A. Daniel Haaksman Presents Tecno Brega (Man Recordings)
- 2017 : V.A. Daniel Haaksman Remixes 2008-2017 (Man Recordings)
- 2020 : V.A. Daniel Haaksman Black Atlantica Edits (BBE)

### Singles
- 2008 : Who’s Afraid of Rio? feat. MC Jennifer (Man Recordings)
- 2008 : Who’s Afraid of Remix? (Man Recordings)
- 2009 : Gostoso EP (Man Recordings)
- 2009 : Gostoso Remix (Man Recordings)
- 2010 : Hands Up EP (Man Recordings)
- 2011 : Rap da Silva EP feat. Bani Silva (Man Recordings)
- 2011 : Copabanana EP (Man Recordings)
- 2012 : Paragon avec Wildlife! (Man Recordings)
- 2013 : Lemba feat. Coréon Dú (Man Recordings)
- 2013 : Lemba Remix feat. Coréon Dú (Man Recordings)
- 2013 : Toma Que Toma (Man Recordings)
- 2014 : Split Screen w/ Dre Skull (Man Recordings)
- 2015 : Sabado feat. Bulldozer (Man Recordings)
- 2016 : Rename the Streets (Man Recordings)
- 2016 : Akabongi feat. Spoek Mathambo (Man Recordings)
- 2018 : Fun Fun Fun / Aná Aná Aná (Man Recordings)
- 2018 : Overture (Man Recordings)
- 2019 : La Añoranza feat. Coco Maria, Dengue Dengue Dengue, Ori Kaplan (Man Recordings)
- 2019 : 24-7 feat. Robert Owens + K.ZIA (Man Recordings)
- 2019 : Corpo/Sujeito feat. Cibelle (Man Recordings)
- 2020 : Porque Te Vas feat. Coco Maria (Man Recordings)
- 2020 : LLuvia feat. Çantamarta (Man Recordings)
- 2021 : Vem (Man Recordings)
- 2021 : La Habanera feat. Naré (Man Recordings)
- 2022 : La Mujer Dormida feat. Malagüera (Man Recordings)
- 2022 : Magma (Man Recordings)
- 2023 : Brujafeat. Malagüera (Man Recordings)
- 2023 : Supervivencia feat. Çantamarta (Man Recordings)
- 2023 : Sonido Lava (Man Recordings)
- 2023 : Dança del Fuego feat. Malagüera (Man Recordings)
- 2023 : Tudo feat. Deize Tigrona (HiYaself Records)